# 傑克遜鎮區 (堪薩斯州吉里縣)
傑克遜鎮區（英語：Jackson Township）為美國堪薩斯州吉里縣轄下的鎮區。2010年美国人口普查中此鎮區人口有59人。

## 地理
傑克遜鎮區涵蓋總面積為104.5平方（40.36平方英里），其中陸地面積為104.1平方（40.20平方英里），水域面積為0.41平方（0.16平方英里）或0.40%。海拔高度381（1,250英尺）。

## 人口統計
根據2010年美國人口普查，傑克遜鎮區人口有59人，其中男性有30人，女性有29人，人口密度為每平方公里0.56人，住房計32戶。鎮區內的白人有57人，非裔美國人有0人，美洲原住民有0人，亞裔美國人有0人，太平洋島裔美國人有0人，其他種族有0人，混血種族則有2人。此外鎮區內有0人為西班牙裔或拉丁裔美國人。此鎮區之年齡中位數為55.5歲，而男性年齡中位數為51.5歲，女性年齡中位數為59.5歲。

## 交通

### 主要公路
- 70號州際公路
- 40號美國國道
- 177號堪薩斯州州道